# Dance with Me (Ádok Zoltán-dal)
A Dance with Me (magyarul: Tánc velem) a magyar Ádok Zoli dala, mellyel Magyarországot képviselte a 2009-es Eurovíziós Dalfesztiválon, Moszkvában. A dalhoz készült magyar változat címe Tánclépés, Ádok Zoli 2008 októberében megjelent debütáló albumának címadó dala. Szabó Zé szerzeménye egy gyors tempójú dal, melyben az énekes táncolni hív.

## Eurovíziós Dalfesztivál
A dalt egy 2009. február 23-án tartott sajtótájékoztatón jelentették be a magyar indulóként. A Magyar Televízió egy pályázatot írt ki, és a beérkezett dalokból egy öttagú zsűri választotta ki a nyertest. Az elsőként kihirdetett Zentai Márk daláról kiderült, hogy nem felel meg a verseny szabályainak, így kizárták, majd a második körben Tompos Kátya visszalépett a Magányos csónak című dallal, ezután szintén ugyanezzel a dallal Keresztes Ildikó is szóba került, aki fel is énekelte a dalt, amit 2010-ben adott ki a Csak játszom című nagylemezén, de végül Ádok Zoli kapott lehetőséget, és ő képviselte az országot Moszkvában.
Az elődöntők felosztása értelmében Magyarország a második elődöntőben kapott helyet. A május 14-i elődöntőben a fellépési sorrendben tizenegyedikként adták elő, a Szlovéniát képviselő Quartissimo és Martina Majerle Love Symphony című dala után és az Azerbajdzsánt képviselő AySel és Arash Always című dala előtt. A szavazás során tizenhat pontot szerzett, mely a tizenötödik helyet érte a tizenkilenc fős mezőnyben, és így nem jutott tovább a döntőbe.
A következő magyar induló Wolf Kati What About My Dreams? című dala volt a 2011-es Eurovíziós Dalfesztiválon.

## A produkció közreműködői
- Ádok Zoli, énekes
- Béli Titanilla, táncos
- Heincz Gábor, vokalista
- Karsai Zita, táncos
- Kasai Jnoffin, vokalista
- Papp Tímea, táncos